# Woodridge, Illinois
Woodridge là một làng thuộc quận DuPage, tiểu bang Illinois, Hoa Kỳ. Năm 2010, dân số của làng này là 32971 người.

## Dân số
Dân số qua các năm:
- Năm 2000: 30934 người.
- Năm 2010: 32971 người.